# Alex Wilson
Alexander Wilson (Buckie, 29 de outubro de 1933 - 29 de julho de 2010) foi um futebolista escocês que atuava como defensor.

## Carreira
Alex Wilson fez parte do elenco da Seleção Escocesa de Futebol, na Copa do Mundo de 1954, porém ele não viajou para a Suíça.[carece de fontes?]